# Bahnhof Stuttgart-Feuerbach
Der Bahnhof Feuerbach ist eine Station im Netz der Stuttgarter S-Bahn im Stadtbezirk Feuerbach.
Etwa 21.000 Menschen steigen pro Tag am Bahnhof Feuerbach ein, aus oder um. Täglich halten planmäßig 320 bis 330 Züge.

## Geschichte
Im Zuge der Eröffnung der Zentralbahn von Stuttgart nach Ludwigsburg nahm die Königlich Württembergische Staatsbahn den Bahnhof Feuerbach am 15. Oktober 1846 in Betrieb. Er zählt somit zu den ältesten Bahnhöfen in Württemberg. Damals befand er sich etwa einen Kilometer außerhalb des Dorfs, an der Landstraße Richtung Cannstatt. Das alte einstöckige Empfangsgebäude errichtete man etwa 200 Meter vom Pragtunnel entfernt.

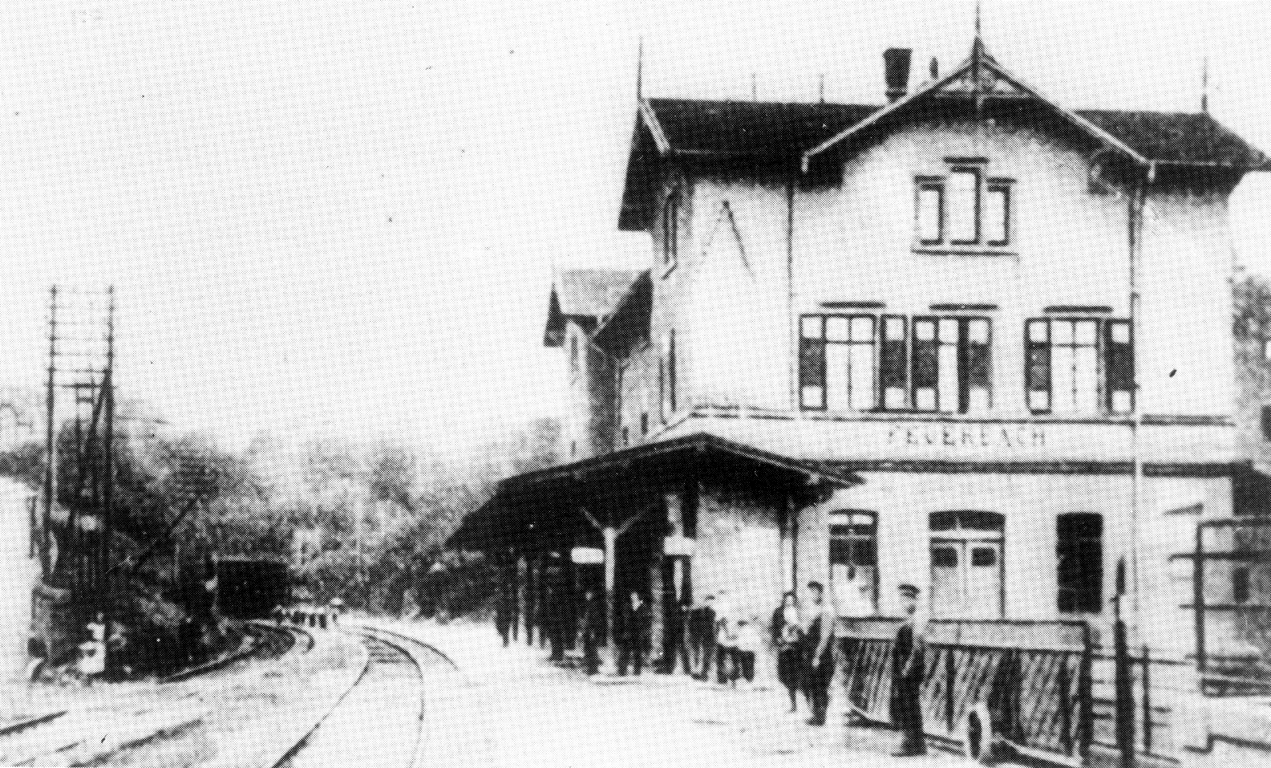
Bahnhof in Feuerbach nach dem Umbau 1871–1872 mit dem Pragtunnel im Hintergrund

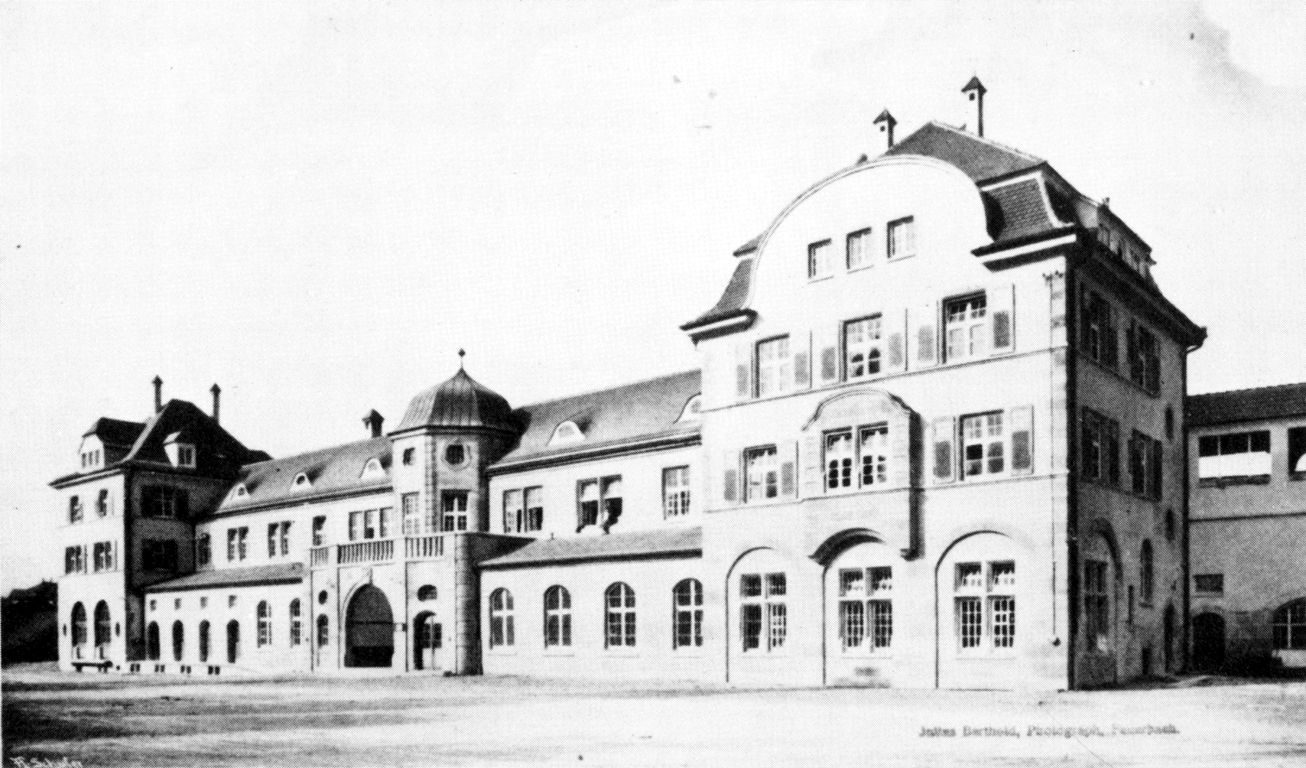
Empfangsgebäude von 1909, Stadtseite

1852 erhielt die Nordbahn zwischen Stuttgart und Bietigheim ein zweites Streckengleis. Die Industrialisierung hatte für die einstige Weinbaugemeinde begonnen. 1864 siedelte sich als erster Großbetrieb die Chininfabrik Jobst an. In den Jahren 1871 und 1872 fanden erste Erweiterungen am Bahnhof statt. Das Empfangsgebäude bekam ein weiteres Stockwerk und der Güterbahnhof nahm größere Flächen ein. Die Station gehörte bereits Ende des 19. Jahrhunderts zu den meistfrequentierten in Württemberg.
Das Verkehrsaufkommen im Personen- und Güterverkehr wuchs. Weitere große Unternehmen, wie Leitz und Bosch (1910) siedelten sich an. Die königliche Regierung verlieh Feuerbach am 15. März 1907 das Stadtrecht, nachdem die Einwohnerzahl auf über 12.000 angestiegen war. Der kleine Bahnhof war seinen Aufgaben nicht mehr gewachsen und ein Umbau notwendig. Ein größeres Empfangsgebäude und ein leistungsstärkerer Güterbahnhof entstanden. Die Planung und Bauleitung wurden von der Staatsbahn-Verwaltung erbracht, während die Stuttgarter Architektensozietät Bihl & Woltz den Auftrag zur Fassadengestaltung erhielt. 1909 wurde das heutige Empfangsgebäude eingeweiht. Die Erbauer planten es so, dass die Reisenden es vom Vorplatz ebenerdig betreten können. Die Bahnsteige liegen um ein Stockwerk erhöht. Diese Bauart war in Württemberg neu.
Das Bauwerk besteht aus einem langen zweistöckigen Mittelbau mit zwei dreistöckigen Flügelbauten. In der Mitte befindet sich der Eingang. Darüber ist ein kleiner Turm mit zwei Uhren. Im Zweiten Weltkrieg wurde der rechte Gebäudeflügel zerstört und abgeändert wieder aufgebaut.
Zum 16. November 1925 vollendete die Reichsbahn den viergleisigen Ausbau zwischen Stuttgart Hbf und Feuerbach. Am 1. Mai 1933 kam es zur Zwangseingemeindung der Stadt Feuerbach in die Stadt Stuttgart. Mit der Elektrifizierung zweier Gleise begann am 15. Mai 1933 der Vorortbetrieb zwischen Stuttgart Hbf und Ludwigsburg. Die Umbenennung des Bahnhofs in Stuttgart-Feuerbach erfolgte am 1. Juni 1933.
Am 30. November 2012 wurde eine im Rangierbahnhof Kornwestheim entlaufene Gruppe von drei beladenen Güterwagen, die in Richtung Stuttgart Hbf rollte, vom Stellwerk Zuffenhausen auf Gleis 1a gelenkt. Die Wagen fuhren über den Prellbock hinaus und beschädigten unter anderem den Hausbahnsteig und dessen Dach. Bei dem Unfall entstand ein Schaden in Höhe von 670.000 Euro. Ein Bewohner des Bahnhofsgebäudes blieb auf dem Großteil seines Schadens sitzen, da die Gesamthaftung der Deutschen Bahn auf insgesamt 300.000 Euro beschränkt war. 2014 wurde ein Ermittlungsverfahren wegen gefährlichen Eingriffs in den Schienenverkehr gegen zwei Bahnmitarbeiter eingeleitet. Ein dafür notwendiges Gutachten der Eisenbahn-Unfalluntersuchungsstelle des Bundes stand aus (Stand: September 2016).
Am 17. Dezember 2015 geriet ein Mensch mit einem Arm in die Tür einer kurz darauf anfahrenden S-Bahn und verstarb.
Im August 2016 sollten an den beiden verbliebenen Bahnsteigen Aufzüge in Betrieb genommen werden (Stand: 2013). Daneben sollten die Bahnsteige bis 2018 angehoben werden. Die Aufzüge sollen auf Höhe des Bahnhofsgebäudes entstehen. Ein alternativer Standort wird erwogen. Der Einbau der Aufzüge, nunmehr in der im Rahmen von Stuttgart 21 neu gebauten Unterführung, wurde auf 2019 verschoben.

### Umbau im Zuge von Stuttgart 21

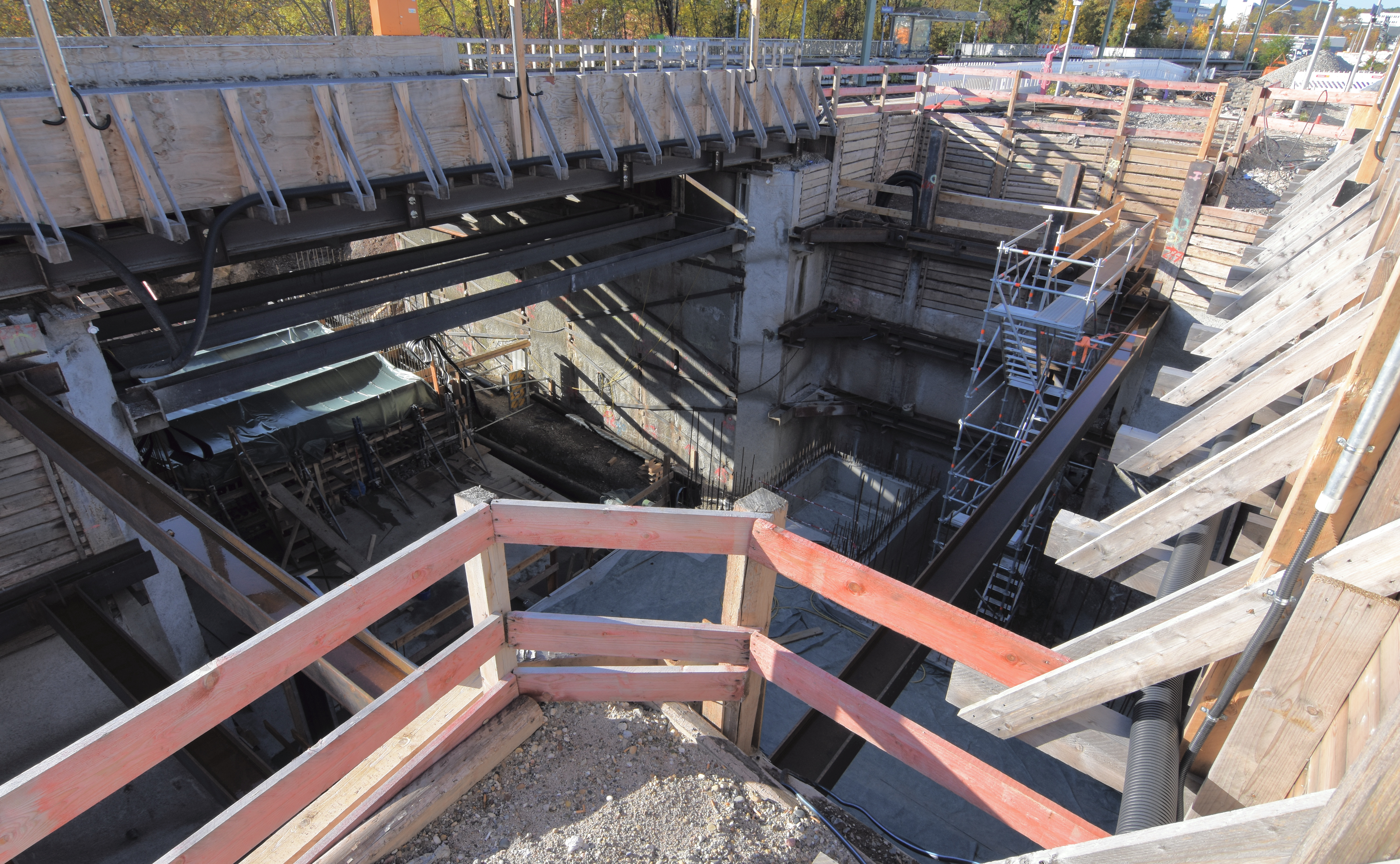
Bauarbeiten im Bahnhof (Oktober 2016)

Im Zuge des Projekts Stuttgart 21 soll im Bereich der Station der Tunnel Feuerbach in die Bestandsstrecke einmünden. Dazu wird der Bahnhof in zehn Bauphasen über geplante viereinhalb Jahre umgebaut. Der östliche Außenbahnsteig sowie der Teil des Mittelbahnsteigs am stadteinwärts führenden Fernbahngleis weichen dabei den auseinanderzuziehenden Fernbahngleisen zum Pragtunnel. Dazwischen wird eine 25 Promille steile Rampe als Zufahrt zum Tunnel Feuerbach gebaut, die von der Anbindung im Nordkopf bis zum Tunnelportal im südlichen Bahnhofsbereich verläuft.
Der Mittelbahnsteig wird durch eine neue Bahnsteigunterführung erschlossen. Der Bahnbetrieb soll während der Gesamtphase aufrechterhalten werden. Sperrpausen sind vor allem nachts und an Wochenenden vorgesehen. Nach Abschluss der Bauarbeiten sollen die bisherigen Fernbahngleise noch als Baugleise für Rückbaumaßnahmen verwendet werden.
Im Zuge der Bauarbeiten für das Trogbauwerk, das dem Tunnel Feuerbach vorgelagert ist, wurden ein Gepäcktunnel und eine Fußgängerunterführung zwischen Bahnhofsvorplatz und Kruppstraße geschlossen. Sie stehen den abzusenkenden Fernbahngleisen im Weg und sollen zubetoniert werden. Die bestehende Fußgängerunterführung zwischen Bahnhofsvorplatz und Siemensstraße im Empfangsgebäude soll nur noch bis Gleis 2 nutzbar sein. Als Ersatz wurde eine etwa 6 m breite Fußgängerunterführung in Höhe des Wiener Platzes gebaut. Sie wurde am 2. Juli 2018 als Provisorium eröffnet und soll bis Mai 2019 fertiggestellt werden.
Die Bauarbeiten begannen am 30. Oktober 2012. Bis Dezember 2012 wurden dabei neue Oberleitungsmasten errichtet und mit der Verfüllung der Bahnsteigunterführung begonnen. 2013 begann der Abriss des östlichen Bahnsteigs, um so Platz für die neuen Gleisanlagen zu schaffen. Nach Angaben der Deutschen Bahn hätten sich die Bauarbeiten verzögert, nachdem Zauneidechsen gefunden worden waren, die umgesiedelt hätten werden müssen. Um mit dem Bau des Tunnels Feuerbach zu beginnen, müsse ferner ein Anhörungsverfahren zur Grundwasserentnahme abgeschlossen werden. Im Juni und Juli 2015 wurden das stadtauswärtige Ferngleis nach Osten in den vormaligen Bereich des östlichen Bahnsteigs verlegt sowie das stadteinwärtige Gleis nach Osten in das zuvor stadtauswärts führende Gleis verschwenkt.
Im September 2016 wurde das stadtauswärtige S-Bahn-Gleis von der West- auf die Ostseite des mittleren Bahnsteigs verlegt, um Baufreiheit im Bereich des Gleises 2 zu schaffen. Mitte September 2017 wurde das Stadteinwärtsgleis der S-Bahn an den mittleren Bahnsteig (Lage des Gleises 2) verschwenkt, um nun Baufreiheit im Bereich des Gleises 1 zu schaffen.

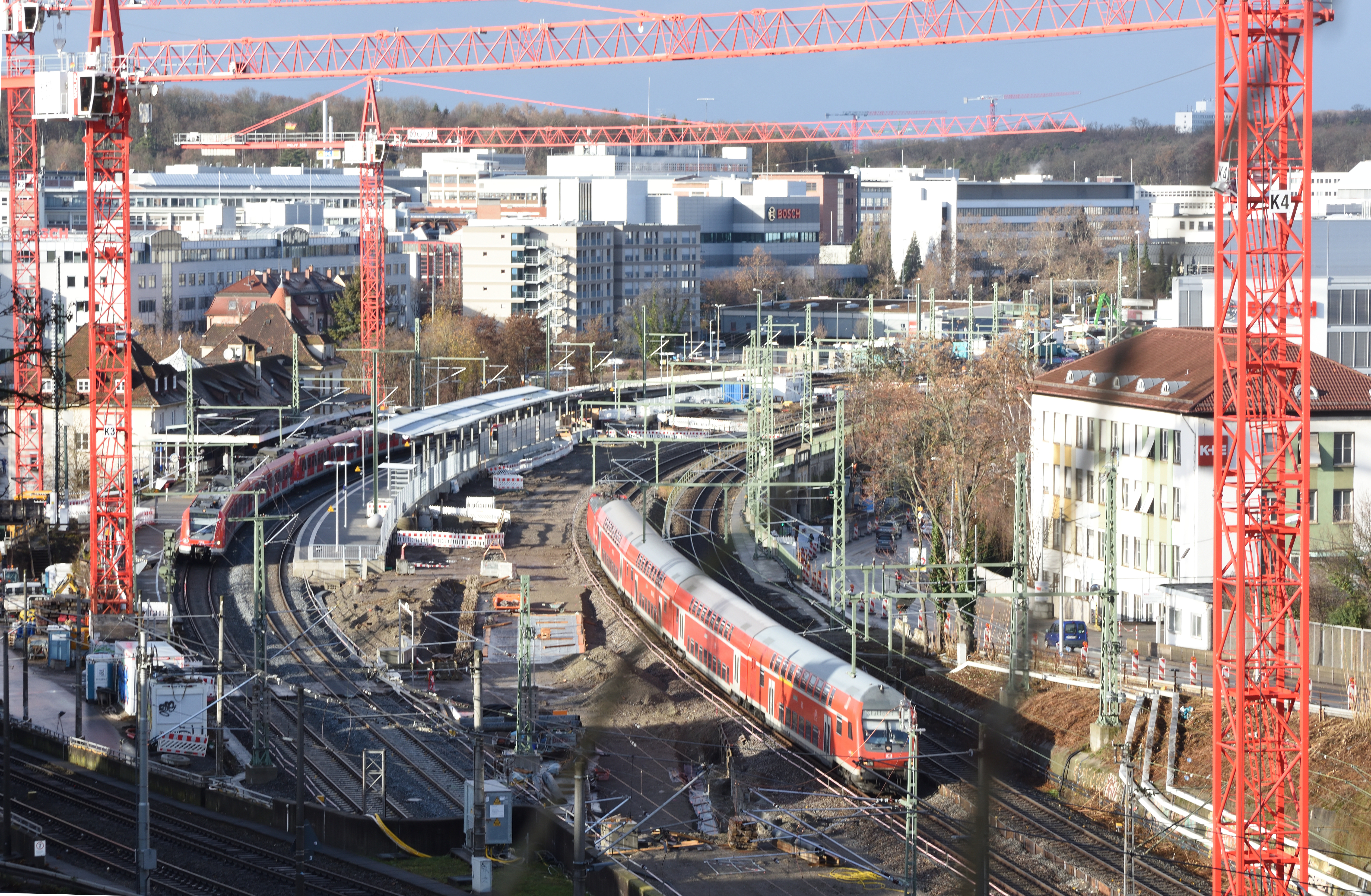
Bauzustand im Bahnhof Feuerbach im Dezember 2018: Die S-Bahn-Gleise befinden sich wieder in Endlage, der Bahnsteig am Gleis 2 wurde erneuert, zwischen S- und Fernbahngleisen ist der Tunnel Feuerbach zu erkennen.

Anfang Mai 2018 wurde das stadteinwärts führende S-Bahn-Gleis wieder in seine ursprüngliche Lage gebracht, sowie im November 2018 das stadtauswärtige S-Bahn-Gleis in seine ursprüngliche Lage auf der Westseite des mittleren Bahnsteigs verschwenkt.
Danach wurde die östliche Hälfte des mittleren Bahnsteigs abgerissen, um Platz für das stadteinwärtige Fernbahngleis zu schaffen. Im Juli 2019 wurde das stadteinwärtige Fernbahngleis dorthin verlegt, um Platz für die Tunnelrampe zum Tunnel Feuerbach zu schaffen. Der Rohbau soll Mitte 2021 fertiggestellt werden (Stand: Juni 2018).

### Erhöhung der Bahnsteige
Der Haltepunkt war Ende 2015 eine von noch vier unter den 83 Stationen der S-Bahn-Stuttgart, deren Bahnsteige nicht barrierefrei über Aufzüge bzw. Rampen erschlossen waren. Der Bahnhof gilt auch aufgrund zu niedriger Bahnsteighöhen und der in Kurven liegenden Bahnsteige und den damit verbundenen Spalte als nicht barrierefrei. Der stufenfreie Ausbau sollte ursprünglich bis 2014 realisiert werden (Stand: August 2012). Anschließend sollen die Bahnsteige modernisiert und erhöht werden. Stand: 2015 sollten 2017 und 2018 zwei Aufzüge gebaut und anschließend die Bahnsteige für 2,5 Millionen Euro angehoben werden. Aufgrund der Kurvenlage soll ein bis 32 cm breiter Spalt verbleiben. Die Erhöhung des Bahnsteigs 2 von 76 auf 96 cm war bis Ende 2018 geplant. Der Bau der Aufzüge und die Erhöhung des Bahnsteiges am Gleis 2 wurden vor 2021 durchgeführt.
Für die Anhebung des Bahnsteigs an Gleis 1 sagte der Verband Region Stuttgart im Sommer 2014 zu, die Planungskosten in Höhe von 455.000 Euro zu übernehmen. Die Maßnahme wurde kurz vor Weihnachten 2016 abgesagt. Das im November 2016 abgegebene Angebot habe laut DB-Angaben bei 5,5 Millionen Euro gelegen, beinahe doppelt so hoch wie der im Finanzierungsantrag zur Förderung nach Landesgemeindeverkehrsfinanzierungsgesetz vorgesehene Betrag. Der Bezirksbeirat Feuerbach kritisierte im April 2017 die kurzfristige Absage der Bauarbeiten am Bahnsteig des Gleises 1. Die Deutsche Bahn kündigte an, die Erhöhung nach den Stuttgart-21-Bauarbeiten vornehmen zu wollen. Die Finanzierung müsse dafür neu geregelt werden. Die ab Februar 2017 vorgesehene Anhebung verschob sich damit auf 2021. Die Arbeiten begannen letztlich am 13. Oktober 2021. Der Hauptteil der Arbeiten soll in einer durchgehenden Sperrpause vom 30. Oktober bis zum Morgen des 2. November 2021 umgesetzt werden[veraltet]. Der erneuerte Bahnsteig soll am 5. November 2021 in Betrieb gehen.

### Stumpfgleis 1a

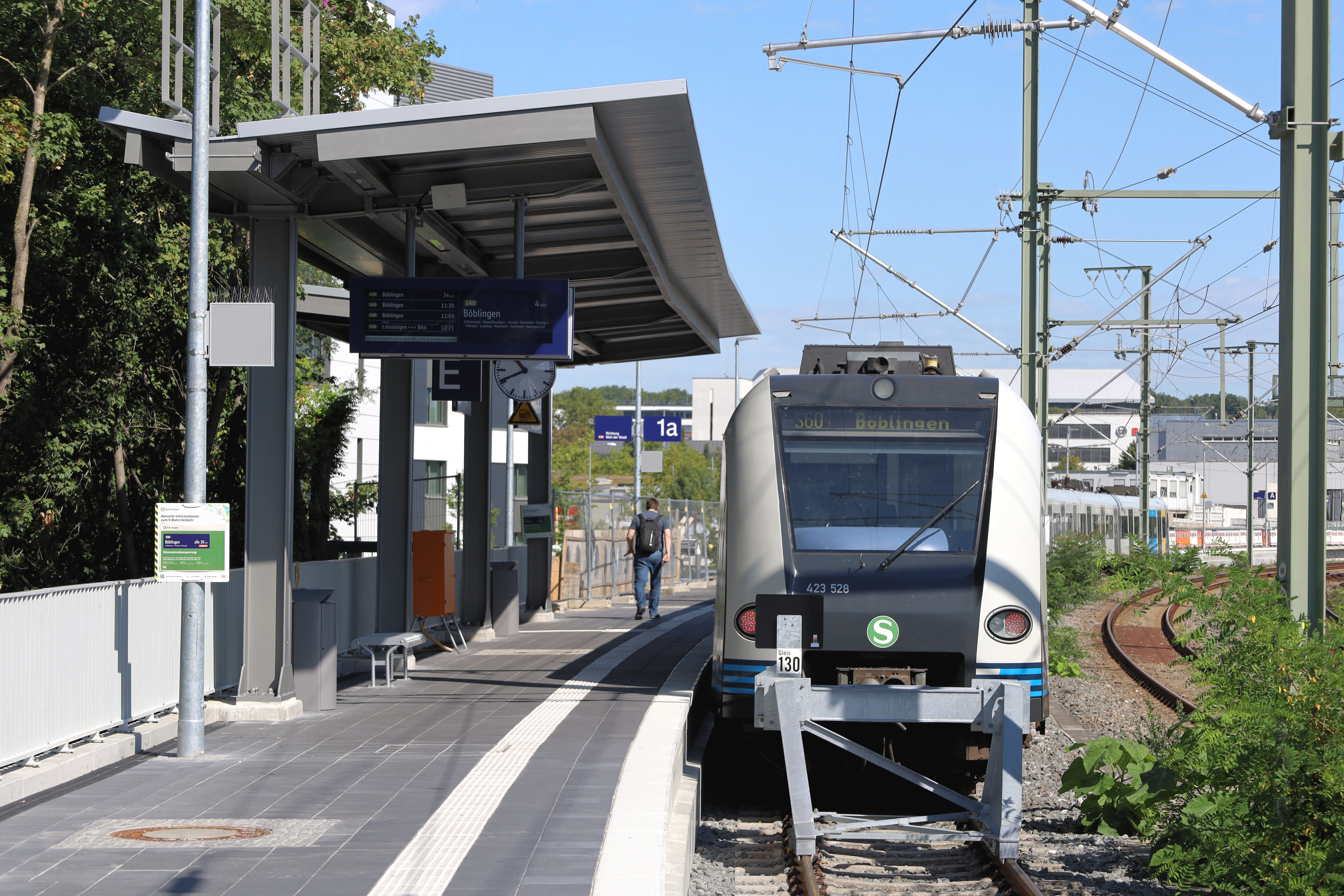
Der Bahnsteig an Gleis 1a wurde mit der Stammstreckensperrung 2025 erstmals von S-Bahn-Zügen genutzt.

Der VRS-Verkehrsausschuss sprach sich Mitte November 2017 für die Ertüchtigung des ehemals von den WEG-Zügen von Weissach genutzten Gleises 1a für S-Bahnen (Verlängerung Bahnsteig, Elektrifizierung) aus. Zukünftig sollen an dem Bahnsteig halbstündliche S-Bahn-Verstärkerzüge der Linie S6 oder S62 aus Weil der Stadt enden. Im Übrigen können in einigen Störfallkonzepten statt bislang einer zukünftig zwei S-Bahn-Linien von Norden bis Feuerbach geführt werden. Das voraussichtlich 6,86 Millionen Euro teure Projekt ging mit Sperrbeginn der Stammstrecke im Sommer 2025 in Betrieb. Die geplante Bauzeit beträgt 300 Tage.
Die erste Ausbaustufe sollte ursprünglich, zum Preisstand von 2016, ca. 1,0 Millionen Euro kosten. Der Bahnsteig wurde um ca. 125 m auf 220 m verlängert und auf 96 cm erhöht und das Gleis auf einer Länge von ca. 610 m elektrifiziert. In einer zweiten Ausbaustufe waren im nördlichen Anschluss zwei zusätzliche Überleitverbindungen zu Gesamtkosten von ca. 3,1 Millionen Euro geplant. Die Entwurfsplanung für die Elektrifizierung war Anfang 2022 fertiggestellt gewesen, die Umsetzung war im 4. Quartal 2023 geplant. Für den Bahnsteig sollte die Entwurfsplanung bis Mitte 2022 vorliegen und die Maßnahme bis Ende 2025 umgesetzt werden. Für die Weichenverbindungen war Ende 2021 eine Vorplanung im Gang. Die Umsetzung der Weichen sollte nach der Inbetriebnahme von Stuttgart 21 erfolgen. Die Elektrifizierung wurde Mitte 2024 abgeschlossen, bei Gesamtkosten von bis dahin 2,1 Millionen Euro. Das geplante Gesamtinvestitionsvolumen für den Bahnsteig lag bei 5,8 Millionen Euro. Für die vier geplanten Weichen waren, auf Grundlage der Vorplanung, ca. 8 Millionen Euro geplant. Die Inbetriebnahme der Weichen soll nach Inbetriebnahme von Stuttgart 21 erfolgen.
An dem Bahnsteig soll ab 2025 die Linie S62 (von/nach Weil der Stadt) wenden. Mit dem Beginn der Stammstreckensperrung am 26. Juli wurde der Bahnsteig erstmals wieder von Fahrgästen genutzt. Während der Bauarbeiten wendete dort halbstündlich die Linie S 60.

### Regionalhalt
Der Ausbau des Bahnhofs zu einem Regionalbahnhof wird erwogen. Die Realisierung der P-Option, einer zusätzlichen Gleisverbindung mit dem Hauptbahnhof, gilt dafür als Voraussetzung.

## Bahnbetrieb

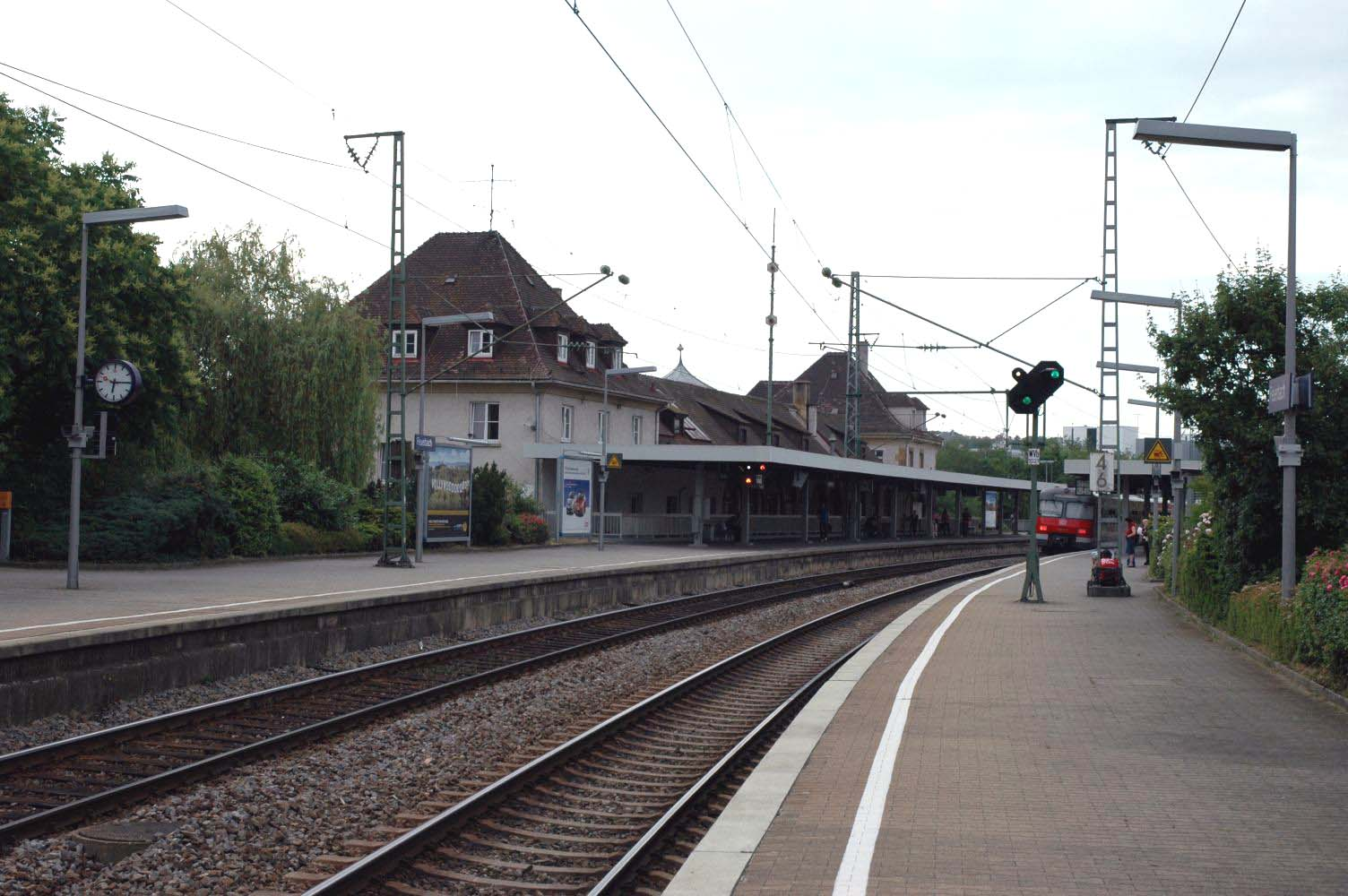
S-Bahn-Gleise und Empfangsgebäude (Juni 2006)

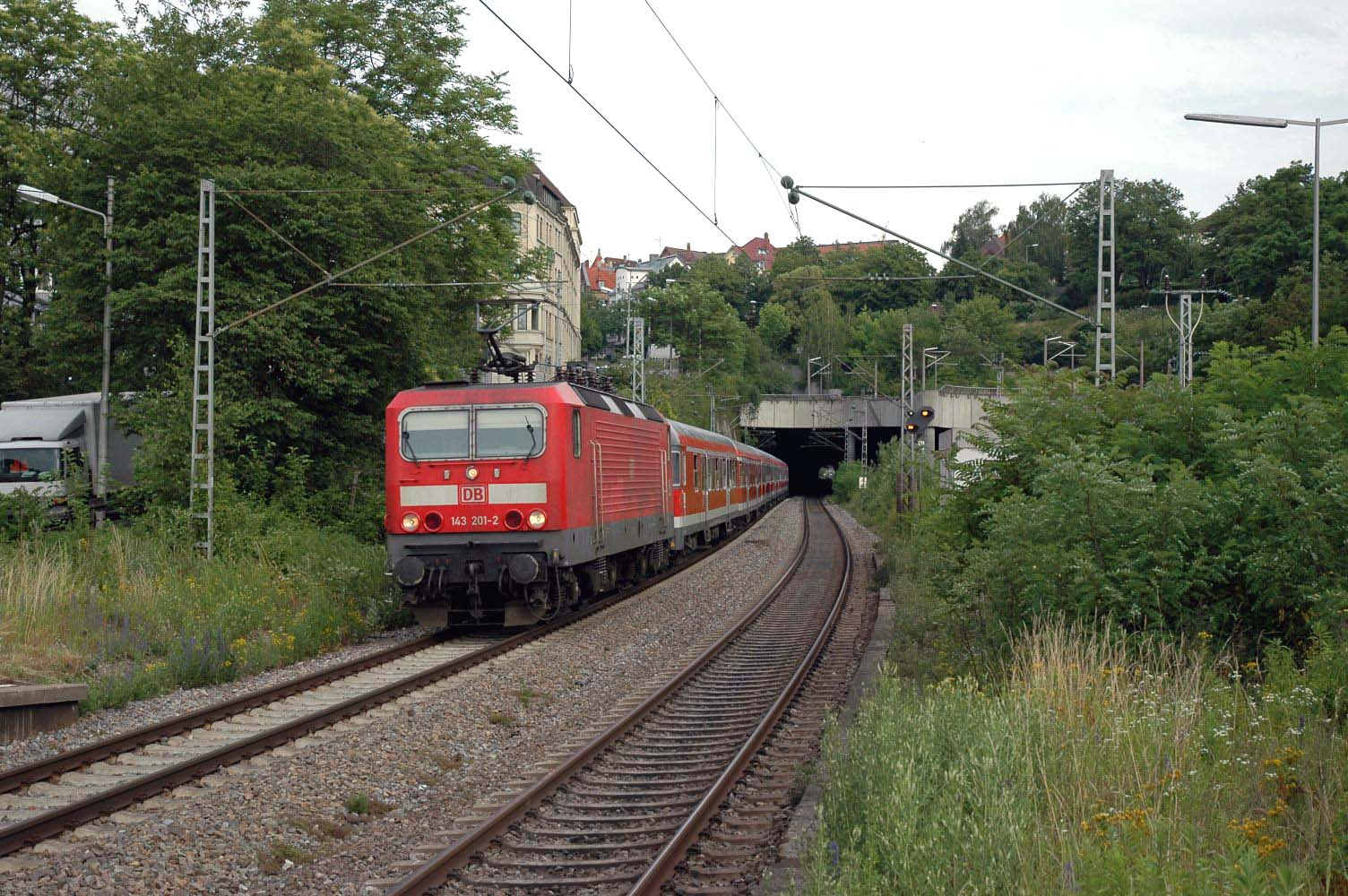
Regionalbahn auf den Fernbahngleisen (Juni 2006)

Stuttgart-Feuerbach ist bahnbetrieblich ein Haltepunkt. Gleis 1 ist den S-Bahnen nach Stuttgart Schwabstraße zugeordnet, Gleis 2 den S-Bahnen nach Backnang, Böblingen, Bietigheim und Weil der Stadt. Daneben verläuft die zweigleisige Strecke für den Regional- und Fernverkehr, an der sich keine Bahnsteige mehr befinden.
Weiterhin existiert das Stumpfgleis 1a, das betrieblich dem Bahnhof Stuttgart-Zuffenhausen zugeordnet ist. Dort wendeten bis 2013 zur Hauptverkehrszeit einzelne Züge der Württembergischen Eisenbahngesellschaft, diese wurden von und zur Strohgäubahn durchgebunden. 2025 wurde ein 210 Meter langer und 960 mm hoher Seitenbahnsteig am Gleis 1a errichtet. In der Hauptverkehrszeit endet die S62 dort.
| Linie | Strecke                                                                                                 |
| ----- | --- |
| S 4   | Backnang – Marbach – Ludwigsburg – Zuffenhausen – Hauptbahnhof – Schwabstraße                           |
| S 5   | Bietigheim – Ludwigsburg – Zuffenhausen – Hauptbahnhof – Schwabstraße                                   |
| S 6   | Weil der Stadt – Renningen – Leonberg – Zuffenhausen – Hauptbahnhof – Schwabstraße                      |
| S 60  | Böblingen – Sindelfingen – Magstadt – Renningen – Leonberg – Zuffenhausen – Hauptbahnhof – Schwabstraße |
| S 62  | Weil der Stadt – Leonberg – Zuffenhausen – Feuerbach                                                    |

## Stadtbahn

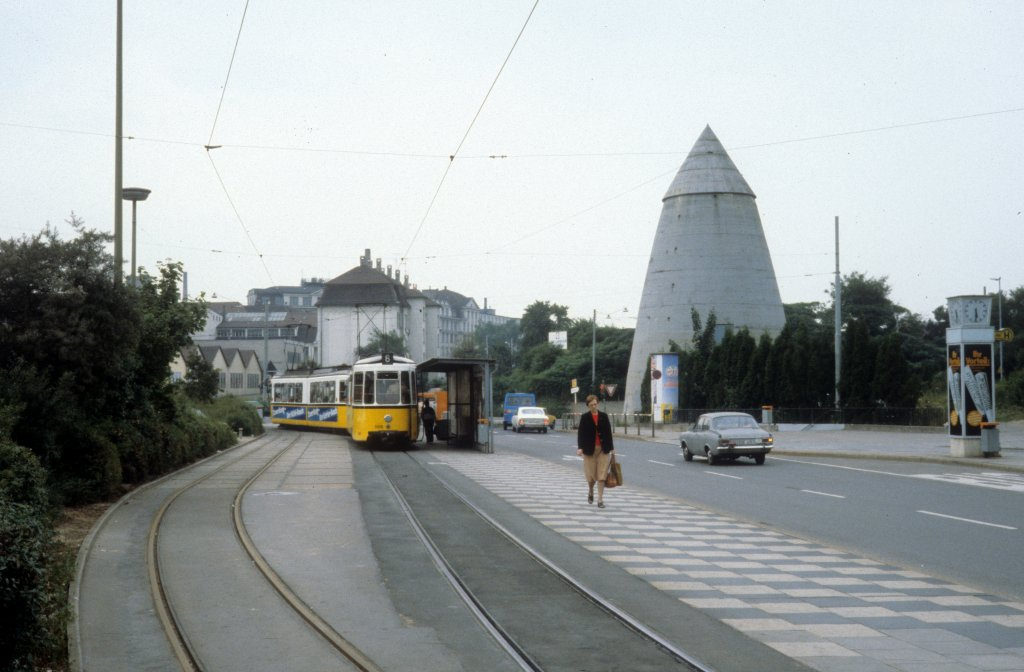
Straßenbahnhaltestelle, 1979

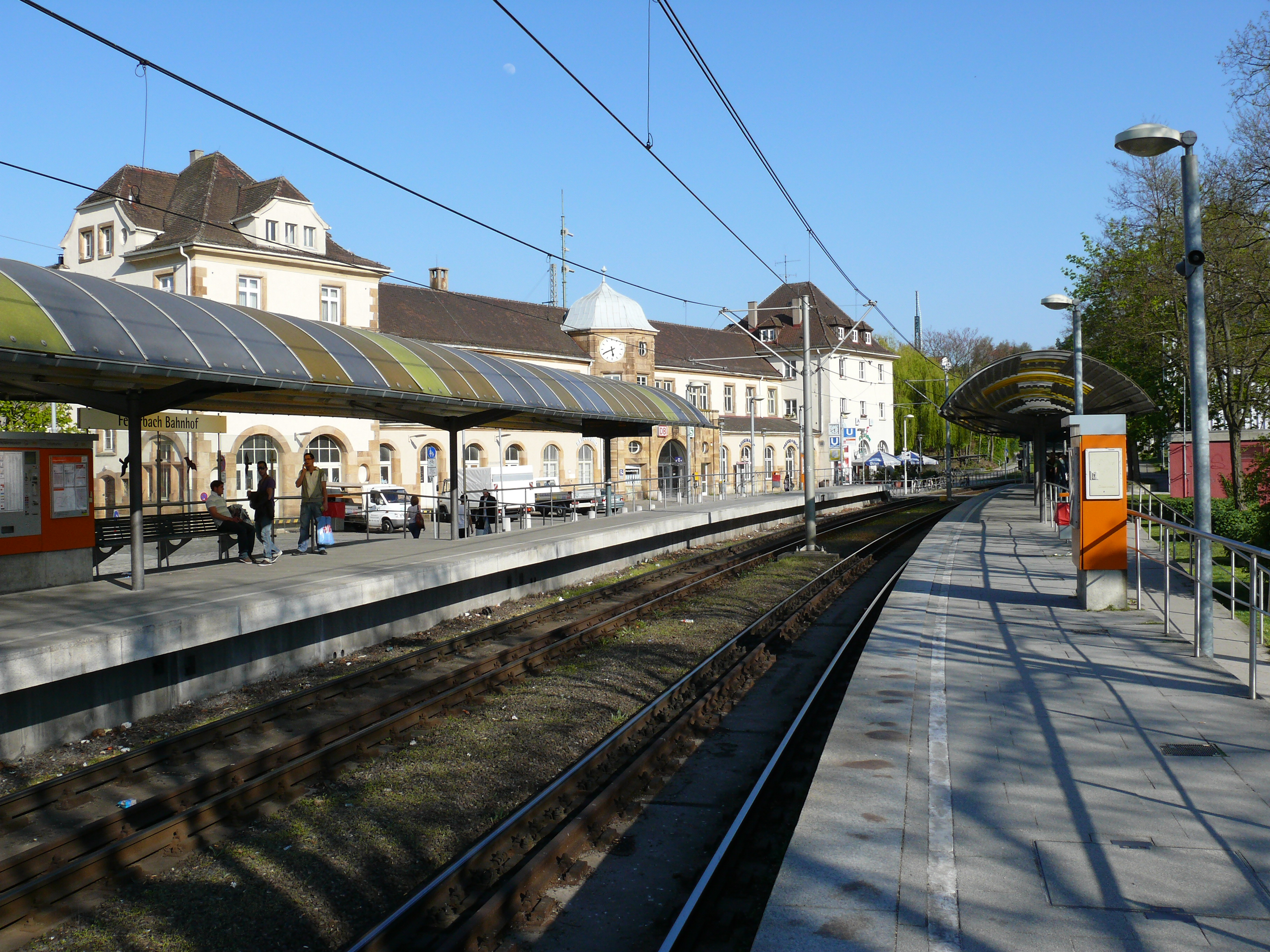
Stadtbahnhaltestelle, 2010

Einst war auf dem Bahnhofsvorplatz die Endhaltestelle der Städtischen Straßenbahn Feuerbach. Heute verkehren Stadtbahnen der Linien U6, U13 und U16 auf dem Wiener Platz.
| Linie | Stadtbahnstrecke (Spurweite 1435 mm)                                                        |
| ----- | ------------------------------------------------------------------------------------------- |
| U6    | Gerlingen – Weilimdorf – Feuerbach – Hauptbahnhof – Degerloch – Möhringen – Flughafen/Messe |
| U13   | Feuerbach Pfostenwäldle – Pragsattel – Bad Cannstatt – Hedelfingen                          |
| U16   | Giebel – Feuerbach – Pragsattel – Bad Cannstatt – Fellbach Nur in der Hauptverkehrszeit.    |